# Полет 201 на „JS Еър“
Полет 201 на „JS Еър“ е вътрешен чартърен пътнически полет от международното летище „Джина“, Карачи, до летището в газовото поле Бхит Шах, Синд, Пакистан, управляван от „JS Еър“. На 5 ноември 2010 г. самолетът „Бийчкрафт 1900C-1“, който изпълнява полета, се разбива близо до летището в Карачи, след като получава повреда в двигателя при излитане. В катастрофата загиват всички 17 пътници и 4 члена на екипажа на борда на машината.
Разследването на Пакистанската служба за гражданска авиация стига до заключението, че основната причина за инцидента е „неподходящото ниво на умения“ на капитана за справяне с неизправността и по-общо неспазване на процедурите от екипажа на полета, предписани от производителя на самолета при такива необичайни обстоятелства.